# Hellum Herred
Hellum Herred var et herred i Danmark sydvest for Aalborg. 
- indtil 1660: I middelalderen hørte det under Himmersyssel
- 1660-1793: Aalborghus Amt
- 1793-1919: Aalborg Amt. Herrederne i Danmark blev opløst 1919.

Området lå dernæst i følgende administrative enheder
- 1919-1970: Aalborg Amt
- 1970-2007: Nordjyllands Amt
- 2007- nu: Region Nordjylland.

I Hellum Herred ligger følgende sogne:
- Blenstrup Sogn – Skørping Kommune
- Bælum Sogn – Skørping Kommune
- Fræer Sogn – Skørping Kommune
- Gerding Sogn – Skørping Kommune
- Komdrup Sogn – Sejlflod Kommune
- Lyngby Sogn – Skørping Kommune
- Nørre Kongerslev Sogn – Sejlflod Kommune
- Siem Sogn – Skørping Kommune
- Skibsted Sogn – Skørping Kommune
- Skørping Sogn – Skørping Kommune
- Solbjerg Sogn – Skørping Kommune
- Store Brøndum Sogn – Skørping Kommune
- Sønder Kongerslev Sogn – Sejlflod Kommune
- Torup Sogn – Skørping Kommune